# Би Ем Джи
Би Ем Джи, съкращение от Bertelsmann Music Group (BMG), е дивизия на Bertelsmann преди да бъде закупена от Сони на 1 октомври 2008 г.
Основана е през 1987 г. Централата е в Германия. От 1987 до 2008 г. е 3-та по големина звукозаписна компания, музикален издател и разпространител.
Някои изпълнители, записвали с BMG, са:
- Аврил Лавин
- Джъстин Тимбърлейк
- Ноу Даут
- Кели Кларксън
- Кристина Агилера
- Модърн Токинг
- Лорди
- Си Си Кеч и други.